# Apomixis

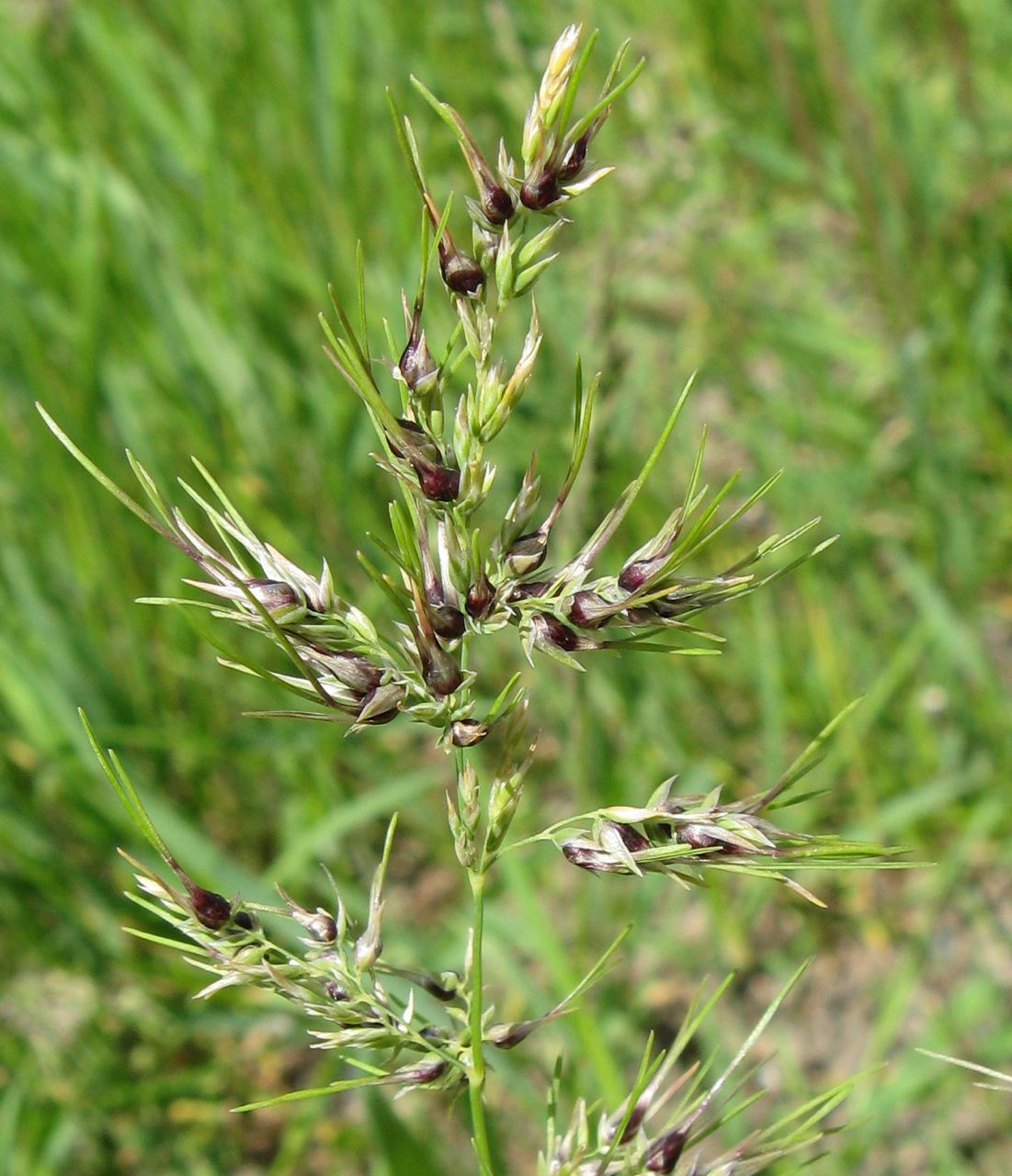
Vegetativ apomixis hos knölgröe. Bulbiller bildas istället för blommor.

Apomixis är fenomenet att en organism förökar sig utan vare sig befruktning, meios eller produktion av gameter. Termen används nästan uteslutande inom botaniken. Motsvarigheten i zoologi kallas partenogenes. Vid apomixis är fröna genetiskt identiska med moderplantan. De växter som huvudsakligen förökar sig på detta sätt kallas apomikter och apomiktiska. 
Eftersom dessa växter är genetiskt identiska från generation till generation, upprätthåller varje släktlinje sina specifika egenskaper. Den utgör alltså en egen art, även om skillnaderna jämfört med närliggande arter är mycket små. 
Dessa arter kan också kallas småarter, eller apomiktiska småarter. I vissa släkten har man kunnat identifiera från hundratals och upp till tusentals småarter. Maskrosor är ett sådant släkte. Eftersom arterna är så många och så lika varandra, har man behov av att avgränsa taxa på en nivå mellan art och släkte. Denna nivå brukar kallas sektion. 
Genom apomixis kan en fördelaktig genuppsättning spridas effektivare, då denna bibehålls i hela den apomiktiska släktlinjen. Å andra sidan kommer (med övriga omständigheter lika) färre genkombinationer att prövas och evolutionen därmed att gå långsammare.